# Martha Hyer
Marta Hyer, o Martha Hyer Wallis (Fort Worth, 10 agosto 1924 – Santa Fe, 31 maggio 2014), è stata un'attrice statunitense.
Utilizzò anche lo pseudonimo Martin Julien o Julien Martin come autrice della sceneggiatura del film Torna "El Grinta".

## Biografia
Nata nella cittadina texana di Fort Worth, studiò recitazione alla Northwestern University. Trasferitasi a Hollywood, lavorò nella compagnia teatrale Pasadena Playhouse, facendosi notare da alcuni impresari della RKO che la scritturarono per lavorare nel cinema. Esordì nella pellicola noir Il segreto del medaglione (1946), per la regia di John Brahm. Tuttavia, durante tutta la durata del contratto per la RKO, la Hyer recitò in brevi ruoli poco significativi e in alcuni western al fianco di stelle del genere come Tim Holt e Allan "Rocky" Lane.
Alla scadenza del contratto, nel 1951 sposò il produttore e regista C. Ray Stahl, conosciuto un anno prima sul set del film Oriental Evil. Fu lo stesso Stahl a fare da impresario alla moglie e a dare una svolta alla sua carriera, facendole ottenere diverse scritture per case cinematografiche quali la Monogram Pictures, la Paramount e la Warner Bros.
Nel 1954 l'attrice divorziò da Stahl, e firmò un contratto con la Universal Pictures, dando così inizio al periodo d'oro della propria carriera, durato fino alla fine degli anni cinquanta. Dopo aver interpretato pellicole come Sabrina (1954), Squadra investigativa (1954), I rinnegati del Wyoming (1955) e Tramonto di fuoco (1956), ebbe il suo primo vero ruolo importante al fianco di Frank Sinatra, Shirley MacLaine e Dean Martin nel drammatico Qualcuno verrà (1958) di Vincente Minnelli, per il quale fu candidata all'Oscar alla miglior attrice non protagonista nel 1958; il premio venne tuttavia assegnato a Wendy Hiller per il film Tavole separate (1958).
Successivamente fu considerata per il ruolo di attrice protagonista in Psyco (1960) di Alfred Hitchcock, ruolo che invece andò a Janet Leigh. Nel 1967 recitò in Italia con Vittorio Gassman nel film Lo scatenato. Nel 1966 sposò il suo secondo marito, il produttore Hal B. Wallis: il matrimonio durò fino alla morte di lui nel 1986 e segnò anche il ritiro dell'attrice dai set cinematografici, salvo per la partecipazione al caper movie Day of the Wolves (1971). 
È morta il 31 maggio 2014, all'età di 89 anni.

## Filmografia

### Cinema
- Il segreto del medaglione (Bridesmaid), regia di John Brahm (1946)
- Perfido inganno (Born to Kill), regia di Robert Wise (1947)
- La donna della spiaggia (The Woman on the Beach), regia di Jean Renoir (1947)
- Fiamme sulla Sierra (Thunder Mountain), regia di Lew Landers (1947)
- Valeria l'amante che uccise (The Velvet Touch), regia di Jack Cage (1948)
- Gun Smugglers, regia di Frank McDonald (1948)
- Rustlers, regia di Lesley Selander (1949)
- Donne di frontiera (Roughshod), regia di Mark Robson (1949)
- The Judge Steps Out, regia di Boris Ingster (1949)
- Bersaglio umano (The Clay Pigeon), regia di Richard Fleischer (1949)
- Oriental Evil, regia di George P. Breakston, C. Ray Stahl (1950)
- Outcasts of Black Mesa, regia di Ray Nazarro (1950)
- Salt Lake Raiders, regia di Fred C. Brannon (1950)
- Linciaggio (The Lawless), regia di Joseph Losey (1950)
- Frisco Tornado, regia di R.G. Springsteen (1950)
- The Kangaroo Kid, regia di Lesley Selander (1950)
- Topkid eroe selvaggio (Wild Stallion), regia di Lewis D. Collins (1950)
- Geisha Girl, regia di George Breakston (1952)
- Yukon Gold, regia di Frank McDonald, William Beaudine (1952)
- Viaggio al pianeta Venere (Abbott and Costello Go to Mars), regia di Charles Lamont (1953)
- Solo per te ho vissuto (So Big), regia di Robert Wise (1953)
- Esploratori dell'infinito (Riders to the Stars), regia di Richard Carlson (1954)
- La battaglia di Fort River (Battle of Rogue River), regia di William Castle (1954)
- Giungla rossa (The Scarlet Spear), regia di George Breakston (1954)
- I rinnegati del Wyoming (Wyoming Renegades), regia di Fred F. Sears (1954)
- Un pizzico di fortuna (Lucky Me), regia di Jack Donohue (1954)
- Squadra investigativa (Down Three Dark Streets), regia di Arnold Laven (1954)
- Sabrina, regia di Billy Wilder (1954)
- Il terrore dei gangster (Cry Vengeance), regia di Mark Stevens (1954)
- Francis in the Navy, regia di Arthur Lubin (1955)
- Bacio di fuoco (Kiss of Fire), regia di Joseph M. Newman (1955)
- Paris Follies of 1956, regia di Leslie Goodwins (1955)
- Tramonto di fuoco (Red Sundown), regia di Jack Arnold (1956)
- La rivolta dei cowboys (Showdown at Abilene), regia di Charles F. Haas (1956)
- Inno di battaglia (Battle Hymn), regia di Douglas Sirk (1957)
- Le avventure di mister Cory (Mister Cory), regia di Blake Edwards (1957)
- Il mio amico Kelly (Kelly and me), regia di Robert Z. Leonard (1957)
- Il delinquente delicato (The Delicate Delinquent), regia di Don McGuire (1957)
- L'impareggiabile Godfrey (My Man Godfrey), regia di Henry Koster (1957)
- Paris Holiday, regia di Gerd Oswald (1958)
- Due toroni tra i cowboys (Once Upon a Horse), regia di Hal Kanter (1958)
- Un marito per Cinzia (Houseboat), regia di Melville Shavelson (1958)
- Qualcuno verrà (Some Came Running), regia di Vincente Minnelli (1958)
- Il grande pescatore (The Big Fisherman), regia di Frank Borzage (1959)
- Donne in cerca d'amore (The Best of Everything), regia di Jean Negulesco (1959)
- Lo zar dell'Alaska (Ice Palace), regia di Vincent Sherman (1960)
- Il mistero dei tre continenti (Die Herrin der Welt - Teil I), regia di William Dieterle (1960)
- Desiderio nella polvere (Desire in the Dust), regia di William F. Claxton (1960)
- Il "dritto" di Hollywood (The Right Approach), regia di David Butler (1961)
- Faccia di bronzo (The Last Time I Saw Archie), regia di Jack Webb (1961)
- Una ragazza chiamata Tamiko (A Girl Named Tamiko), regia di John Sturges (1962)
- Il piede più lungo (The Man from the Diners Club), regia di Frank Tashlin (1963)
- Tra moglie e marito (Wives and Lovers), regia di John Rich (1963)
- Fuego, regia di Julio Coll, Luis García (1964)
- L'uomo che non sapeva amare (The Carpetbaggers), regia di Edward Dmytryk (1964)
- Bikini Beach, regia di William Asher (1964)
- Base Luna chiama Terra (First Men in the Moon), regia di Nathan Juran (1964)
- 1000 dollari per un Winchester (Blood on the Arrow), regia di Sidney Salkow (1964)
- I 4 figli di Katie Elder (The Sons of Katie Elder), regia di Henry Hathaway (1965)
- La caccia (The Chase), regia di Arthur Penn (1966)
- La valle dell'orso (The Night of the Grizzly), regia di Joseph Pevney (1966)
- Due marines e un generale (Due marines e un generale), regia di Luigi Scattini (1966)
- Cuernavaca en primavera (ep. El nido de amor), regia di Julio Bracho (1966)
- La bambola di pezza (Picture Mommy Dead), regia di Bert I. Gordon (1966)
- Lo scatenato, regia di Franco Indovina (1967)
- Some May Live, regia di Vernon Sewell (1967)
- Cominciò per gioco... (The Happening), regia di Elliot Silverstein (1967)
- Le false vergini (La casa de las mil muñecas), regia di Jeremy Summers (1967)
- La mujer de otro, regia di Rafael Gil (1967)
- Circolo vizioso (Crossplot), regia di Alvin Rakoff (1969)
- Quando baci una sconosciuta (Once You Kiss a Stranger...), regia di Robert Sparr (1969)
- The Day of the Wolves, regia di Ferde Grofé Jr. (1971)

### Televisione
- Climax! – serie TV, episodio 4x30 (1958)
- Gli uomini della prateria (Rawhide) – serie TV, episodio 1x08 (1959)
- L'ora di Hitchcock (The Alfred Hitchcock Hour) – serie TV, episodi 1x01-3x12 (1962-1965)
- La legge di Burke (Burke's Law) – serie TV, episodi 1x09-1x19-1x30-2x07-2x18-2x31 (1963-1965)
- The Greatest Show on Earth – serie TV, episodio 1x18 (1964)
- Vita da strega (Bewitched) – serie TV, episodio 1x18 (1965)
- Tre nipoti e un maggiordomo (Family Affair) – serie TV, episodio 2x14 (1967)
- Il virginiano (The Virginian) – serie TV, episodio 9x01 (1970)
- Giovani avvocati (The Young Lawyers) – serie TV, episodio 1x18 (1971)

## Riconoscimenti
- Premio Oscar
  - 1959 – Candidatura alla miglior attrice non protagonista per Qualcuno verrà

## Doppiatrici italiane
- Rosetta Calavetta in Solo per te ho vissuto, Squadra investigativa, Sabrina, Le avventure di mister Cory, Il delinquente delicato, Il grande pescatore, Desiderio nella polvere, Tra moglie e marito, L'uomo che non sapeva amare, I 4 figli di Katie Elder, La caccia
- Maria Pia Di Meo in La rivolta dei cowboys, L'impareggiabile Godfrey, Un marito per Cinzia, Qualcuno verrà, Il piede più lungo
- Fiorella Betti in Il terrore dei gangsters, Tramonto di fuoco, Base Luna chiama Terra
- Renata Marini in Inno di battaglia, Il mio amico Kelly
- Miranda Bonansea in Linciaggio
- Elda Tattoli in Viaggio al pianeta Venere
- Micaela Giustiniani in Un pizzico di fortuna
- Anna Miserocchi in Donne in cerca d'amore
- Dhia Cristiani in Lo zar dell'Alaska